# Циклопи (оповідання)
«Циклопи» (англ. Cyclops) — науково-фантастичне оповідання Фріца Лайбера, вперше опубліковане в вересні 1965 року журналом «Worlds of Tomorrow».

## Сюжет
Екіпаж космічного патрульного катера з бази на Місяці якраз обговорює можливість позапланетного життя у вигляді гігантських восьминогів, що харчуються одноатомним воднем, можуть жити вічно та подорожувати між зоряними системами; коли їм наказують перевірити пропажу зв'язку із командою будівництва міжзоряного крейсера на навколомісячній орбіті.
По прибуттю на місце, вони знаходять залишки тіл будівельників і зазнають атаки одним із таких прибульців.